# Dasyhelea zavreli
Dasyhelea zavreli är en tvåvingeart som beskrevs av Jean-Jacques Kieffer 1918. Dasyhelea zavreli ingår i släktet Dasyhelea och familjen svidknott.
Artens utbredningsområde är Tjeckien. Inga underarter finns listade i Catalogue of Life.